# Jiří Dienstbier (1969)
Jiří Dienstbier (Washington, 27 maggio 1969) è un giurista, avvocato e politico ceco.
È un senatore, vicepresidente dell Partito Socialdemocratico Ceco e Ministro (ombra) della Giustizia nel Governo ombra della Repubblica ceca.
È stato il candidato socialdemocratico alle Elezioni presidenziali del 2013.

## Biografia
Jiří Dienstbier nacque in una famiglia benestante di Praga. I suoi genitori, Jiří Dienstbier e Zuzana Dienstbierová, erano stati fra i firmatari di Charta 77. Dopo aver frequentato la scuola dell'obbligo in un istituto della capitale, incontrò gravi difficoltà a seguire serenamente gli studi liceali. Nel 1970 il partito comunista accusò la famiglia di Dienstbier di simpatie filo-americane.
Jiří Dienstbier riuscì tuttavia a frequentare i corsi di economia dell'Università Tecnica Ceca di Praga fino al 1988-1989. È stato uno dei protagonisti del Movimento Studentesco STUHA del novembre 1989 in Repubblica Ceca, che diede inizio alla rivoluzione di velluto.
Dopo essere stato eletto al parlamento federale cecoslovacco, nel 1993 si sposò con Jaroslava Tomášová.
Dopo la rivoluzione di velluto e la creazione della Repubblica Ceca, Dienstbier ha studiato legge all'Università Carolina di Praga (1992-1996).
È stato candidato alla presidenza della repubblica alle elezioni presidenziali dell'11 gennaio 2013.